# Thomas Parker, 6. Earl of Macclesfield

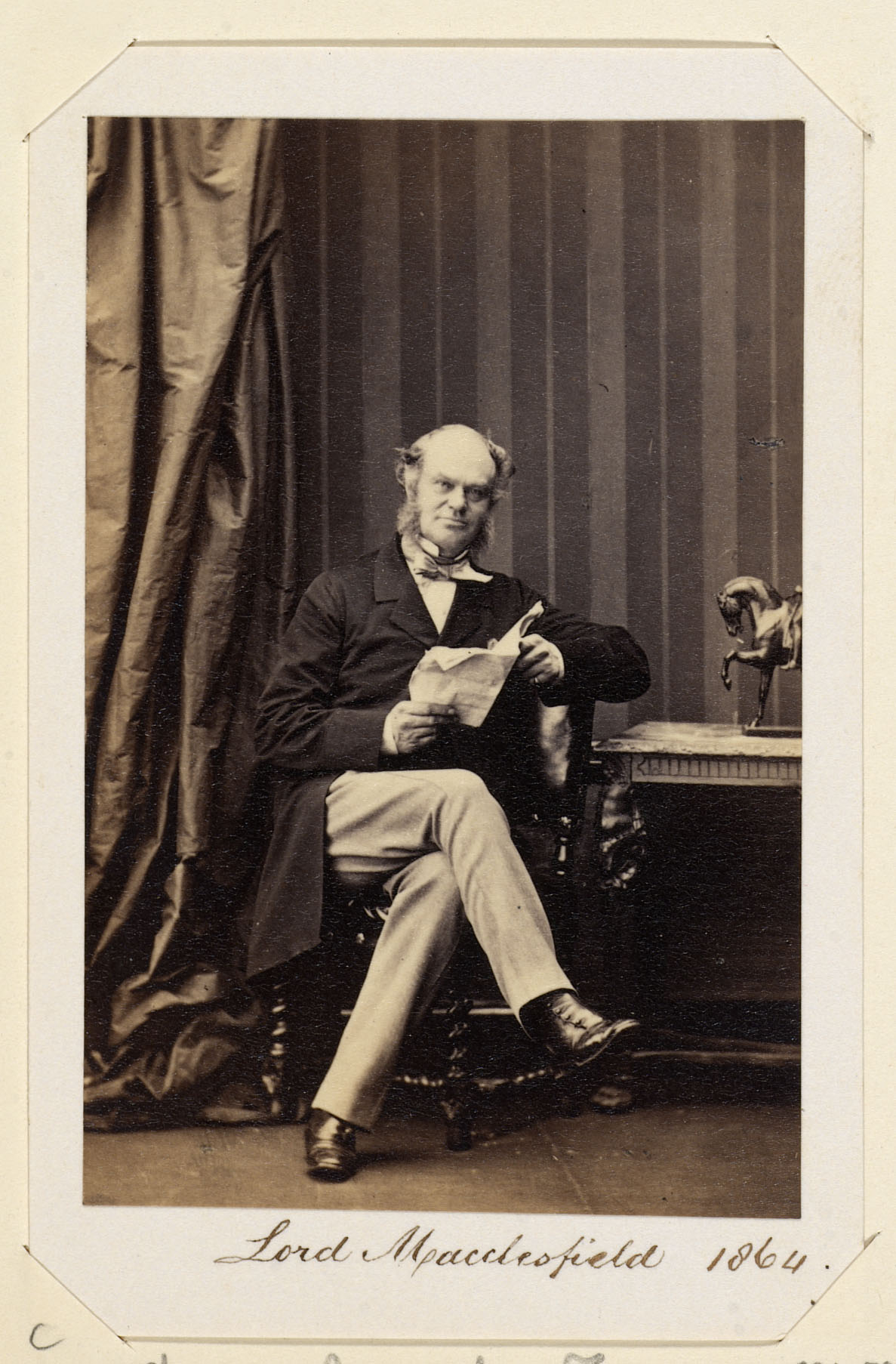
Lord Macclesfield (1864)

Thomas Augustus Wolstenholme Parker, 6. Earl of Macclesfield (* 17. März 1811; † 24. Juli 1896) war ein britischer Peer, Grundbesitzer und Politiker.

## Biografie
Thomas Augustus Wolstenholme Parker wurde am 17. März 1811 geboren. Er war der Sohn von Thomas Parker, 5. Earl of Macclesfield, und Eliza Wolstenhome. Er besuchte das Eton College und studierte am Christ Church College der Universität Oxford.
Bevor er 1850 den Titel des Earl of Macclesfield erbte, saß er von 1837 bis 1841 für die Conservative Party als Vertreter des Wahlkreises Oxfordshire im House of Commons (Unterhaus des Parlaments).
Am 11. Juli 1839 heiratete er Henrietta Turnor, die noch im gleichen Jahr verstarb. Am 25. August 1842 heiratete er Lady Mary Frances Grosvenor (1821–1912), Tochter von Richard Grosvenor, 2. Marquess of Westminster und Schwester von Hugh Grosvenor, 1. Duke of Westminster. Das Paar hatte 15 Kinder.
Ihr ältester Sohn George Augustus, Viscount Parker, starb am 24. September 1895 mit 51 Jahren. Da George Augustus vor seinem Vater starb, erbte sein Sohn George Loveden (1888–1975) den Titel des Earl of Macclesfield.
Der zweite Sohn des 6. Earl war Hon. Cecil Thomas Parker; dieser heiratete Rosamond Esther Harriet Longley, eine Tochter von Charles Longley, Erzbischof von Canterbury.
Zwei Söhne des 6. Earl wurden Pfarrer: Algernon in Bix in Oxfordshire und in Malpas in Cheshire, Archibald in Wem in Shropshire.
Ein anderer Sohn, Francis Parker, war von 1886 bis 1895 Mitglied des Parlaments für den Wahlkreis Henley.
Der 6. Earl of Macclesfield starb am 24. Juli 1896 im Alter von 85 Jahren.
Andrew Parker Bowles, der erste Ehemann von Camilla, Duchess of Cornwall, ist ein Ururenkel des 6. Earl of Macclesfield.